# Давід Калла
Давід Калла (нім. Davide Callà, нар. 23 січня 1984, Вінтертур) — швейцарський футболіст, що грав на позиції півзахисника. По завершенні ігрової кар'єри — тренер. З 2022 року входить до тренерського штабу клубу «Базель».
Виступав, зокрема, за клуби «Грассгоппер» та «Базель», а також молодіжну збірну Швейцарії.
Чотириразовий чемпіон Швейцарії. Дворазовий володар Кубка Швейцарії.

## Клубна кар'єра
У дорослому футболі дебютував 2002 року виступами за команду «Фрауенфельд», у якій того року взяв участь у 16 матчах чемпіонату.
Згодом з 2002 по 2008 рік грав у складі команд «Віль», «Серветт» та «Санкт-Галлен». Протягом цих років виборов титул володаря Кубка Швейцарії.
Своєю грою за останню команду привернув увагу представників тренерського штабу клубу «Грассгоппер», до складу якого приєднався 2008 року. Відіграв за команду з Цюриха наступні чотири сезони своєї ігрової кар'єри.
Протягом 2012—2014 років захищав кольори клубу «Аарау».
У 2014 році уклав контракт з клубом «Базель», у складі якого провів наступні чотири роки своєї кар'єри гравця.  Більшість часу, проведеного у складі «Базеля», був основним гравцем команди.
Завершив ігрову кар'єру у команді «Вінтертур», за яку виступав протягом 2018—2021 років.

## Виступи за збірну
Протягом 2004–2006 років залучався до складу молодіжної збірної Швейцарії. На молодіжному рівні зіграв у 21 офіційному матчі, забив 3 голи.

## Кар'єра тренера
Розпочав тренерську кар'єру відразу ж по завершенні кар'єри гравця, 2021 року, увійшовши до тренерського штабу клубу «Вінтертур», де пропрацював з 2021 по 2022 рік.
З 2022 року входить до тренерського штабу клубу «Базель».

## Титули і досягнення
- Чемпіон Швейцарії (4):

«Базель»: 2013-2014, 2014-2015, 2015-2016, 2016-2017
- Володар Кубка Швейцарії (2):

«Віль»: 2003-2004
«Базель»: 2016-2017